# Classe Brandenburg (fregata)
La classe Brandenburg è una classe di fregate tedesche, quattro grandi unità che sono state costruite con la tecnologia modulare MEKO, dalla ditta Blohm und Voss.
Le unità sono entrate in servizio nella Deutsche Marine tra il 1994 ed il 1996 per rimpiazzare la classe di cacciatorpediniere Hamburg.

## Caratteristiche

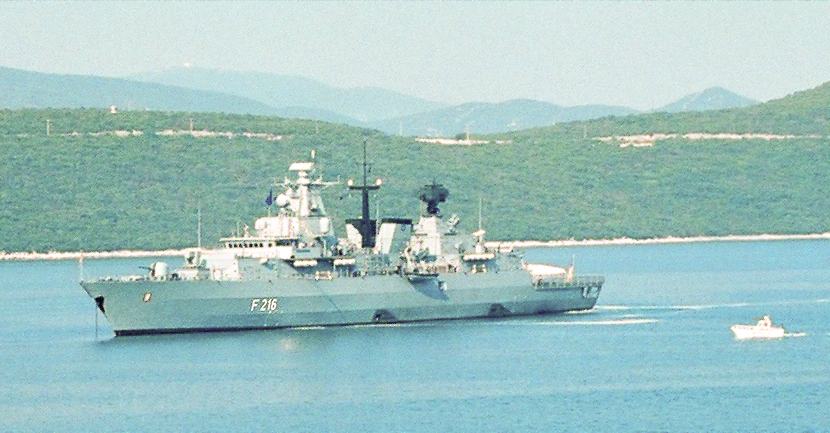
La fregata Schleswig-Holstein

Queste navi hanno avuto come imperativo la necessità di avere volume interno per aggiornare i componenti. L'armamento, inizialmente assai modesto, può aumentare grazie alle predisposizioni studiate. I lanciatori per missili Sea Sparrow sono del tipo a lancio verticale, Mk.41, capaci di lanciare anche missili ASROC, ed in teoria RIM-66 Standard Missile SM-1 e RIM-66 Standard Missile SM-2, se non addirittura BGM-109 Tomahawk. I moduli di lancio sono 2 per 16 armi complessive, ma esistono anche predisposizioni per altri 2, così che si può passare da 16 Sea Sparrow a 128 ESSM, o combinazioni varie di ESSM, Sea Sparrow, SM-2, ASROC. Nell'hangar sono presenti 2 elicotteri ASW.

## Unità
| Matricola | Nome                   | Cantiere       | Impostazione     | Varo             | Consegna         | ITU |
| --------- | ---------------------- | -------------- | ---------------- | ---------------- | ---------------- | --- |
| F215      | Brandenburg            | Blohm und Voss | 11 febbraio 1992 | 28 agosto 1992   | 14 ottobre 1994  |     |
| F216      | Schleswig-Holstein     | Howaldtswerke  | 1º luglio 1993   | 8 giugno 1994    | 24 novembre 1995 |     |
| F217      | Bayern                 | Nordseewerke   | 16 dicembre 1993 | 30 giugno 1994   | 15 giugno 1996   |     |
| F218      | Mecklenburg-Vorpommern | Bremer Vulkan  | 23 novembre 1993 | 23 febbraio 1995 | 1º dicembre 1996 |     |